# ۵ (پیش از میلاد)
۵ (پیش از میلاد) پنجمین سال قبل از تقویم میلادی است.